# Joža Trdina
Jožica Marija Trdina, prva slovenska telovadna in športna pedagoginja za dekleta, * 12. februar 1892, Ljubljana,  † 14. november 1991, Ljubljana.

## Družina
Joža Trdina se je rodila v ugledni, dokaj premožni in napredni ljubljanski družini Franu Trdini ter Mariji Urbanc. Mati je izhajala iz plemiške družine, poleg najstarejše Jože je rodila še štiri otroke, Ivana, Maro, Nino in Silvo. Janez Trdina je bil očetov bratranec. Dekleta so bila vzgojena v prepričanju, da je poroka slaba izbira, vse so se šolale na učiteljišču in postale pedagoginje. Kljub vzgoji pa sta se Nina in Mara poročili.

## Šolanje in poučevanje
Osnovno šolo, tj. sedem razredov mestne slovenske dekliške ljudske šole cesarja Franca Jožefa je obiskovala pri Sv. Jakobu v Ljubljani. Prav tako je v Ljubljani obiskovala Cesarsko kraljevo učiteljsko šolo 1908–1911, kjer je z odliko opravila maturo. S tem je končala svoje formalno izobraževanje. S prvim učiteljskim mestom je nastopila v Trstu 1911–1919 na dekliški šestrazrednici družbe Sv. Cirila in Metoda. Med bivanjem v Trstu je leta 1913 pred cesarsko kraljevo izpitno komisijo opravila izpit za usposabljanje za učiteljsko službo v nižjih razredih osnovnih šol. Leta 1916 je v Gorici opravila izpit za poučevanje italijanskega jezika kot učnega predmeta na splošnih ljudskih šolah s slovenskim in nemškim učnim jezikom. Leta 1919 je bila iz Trsta premeščena v javno šolsko službo brez stalnega mesta v Sloveniji. Sprejela je mesto učiteljice telovadbe za deklice na prvi ženski državni meščanski šoli pri Sv. Jakobu in na drugi ženski meščanski šoli v Spodnji Šiški v Ljubljani. Leta 1922 je v Zagrebu opravila izpit za učiteljico gimnastike v srednjih šolah. Hospitirala je pri predavanjih, seminarjih in vajah. tečajih za športno vzgojo v Nemčiji, Avstriji, na Danskem, in Češkem. Posvečala se je učenju tujih jezikov: italijanščini, češčini, angleščini, ruščini, srbohrvaščini, nemščini. Leta 1930 je bila premeščena na Žensko učiteljsko šolo v Ljubljani. Tako je postala prva ženska gimnazijska učiteljica bodočih razrednih učiteljic na Slovenskem. Na Visoki šoli za telesno vzgojo v Berlinu se je leta 1931 udeležila enomesečnega strokovnega tečaja, bila je na pedagoškem posvetovanju na Danskem, ter tečajih v Trstu. Opravila je izpit za zvezno in mednazorno sodnico za vaje na orodju. Po drugi svetovni vojni je bila leta 1946 premeščena na IX. gimnazijo Ljubljana Vič, leta 1950 pa na Srednjo vzgojiteljsko šolo v Ljubljani. Poleg telesne vzgoje je poučevala tudi higieno in nemški jezik. Tehnični odbor mesta Ljubljana ji je leta 1949 podelil posebno pohvalo za delo in denarno nagrado, predlagana pa je bila tudi za Žagarjevo nagrado. Okrajni ljudski odbor ji je leta 1960 podelil priznanje in nagrado za poseben uspeh pri delu. Dokončno se je upokojila leta 1971. Zaslužna je bila za uveljavitev novih igral in rekvizitov v pouk športne vzgoje v šolah, pisala je učne načrte in sodelovala s Fakulteto za šport. Organizirala je taborjenja, smučarske in plavalne tečaje in orientacijske pohode. V ritmični gimnastiki je ločila ženske discipline od moških.

## Društvo Sokol
Takoj po prihodu v Trst leta 1912 se je pridružila Sokolskemu društvu. Dobila je vodilno vlogo pri usposabljanju vaditeljev in pri organizaciji telovadbe. Dobrega prijatelja je našla v Egonu Jezeršku. Dosegla je, da so bili po letu 1919 ustanovljeni ženski odseki in da so lahko ženske sodeovale v upravah. Bila je zvezna podnačelnica in načelnica Sokolske zveze Kraljevine Srbov, Hrvatov in Slovencev. Leta 1921 je obiskala vodniški tečaj češke sokolske skupnosti v Pragi. S tem si je pridobila usposobljenost za vodenje ženskih oddelkov otrok, naraščaja in članic pri Sokolu. Joža in njena sestra Nina sta bili članici Ženske komisije Jugoslovanske sokolske zveze ter Ženskega odbora za pripravo prvega sokolskega zleta v Ljubljani leta 1922. Jožica je bila izvoljena za podnačelnico, kasneje pa za načelnico Sokolske zveze Kraljevine Srbov, Hrvatov in Slovencev. Uveljavila se je tudi kot teoretična voditeljica Sokola. Pisala je prispevke za revije Prednjak, Sokolič, Sokol in Soko.

## Dela
- Tekmovalni red za tekme članic na zletu v Pragi 1926, 1926 (prevod iz češčine)
- Vaje na orodju za članice in ženski naraščaj, 1932 (prevod iz češčine skupaj z Elzo Skalar)
- Otrokova telesna vzgoja, 1941
- Telesna vzgoja predšolskega otroka, 1950 (COBISS)
- Igre za I., II., III., in IV. razred osnovnih šol, 1952 (COBISS)
- Telovadba v razredu, 1953 (COBISS)
- Štirideset iger, 1955 (COBISS)
- Vaje z žogami, 1959 (COBISS)
- Telesna vzgoja predšolskega otroka, 1961, 1962 (COBISS)
- Telesna vzgoja v mali šoli, 1972 (COBISS)
- Tudi predšolski otrok telovadi, 1975,(COBISS), 1979(COBISS)
- Pravila igre odbojke, (prevod iz češčine, objavljeno v sokolski publikaciji Prednjak)